# Lüsterweibchen

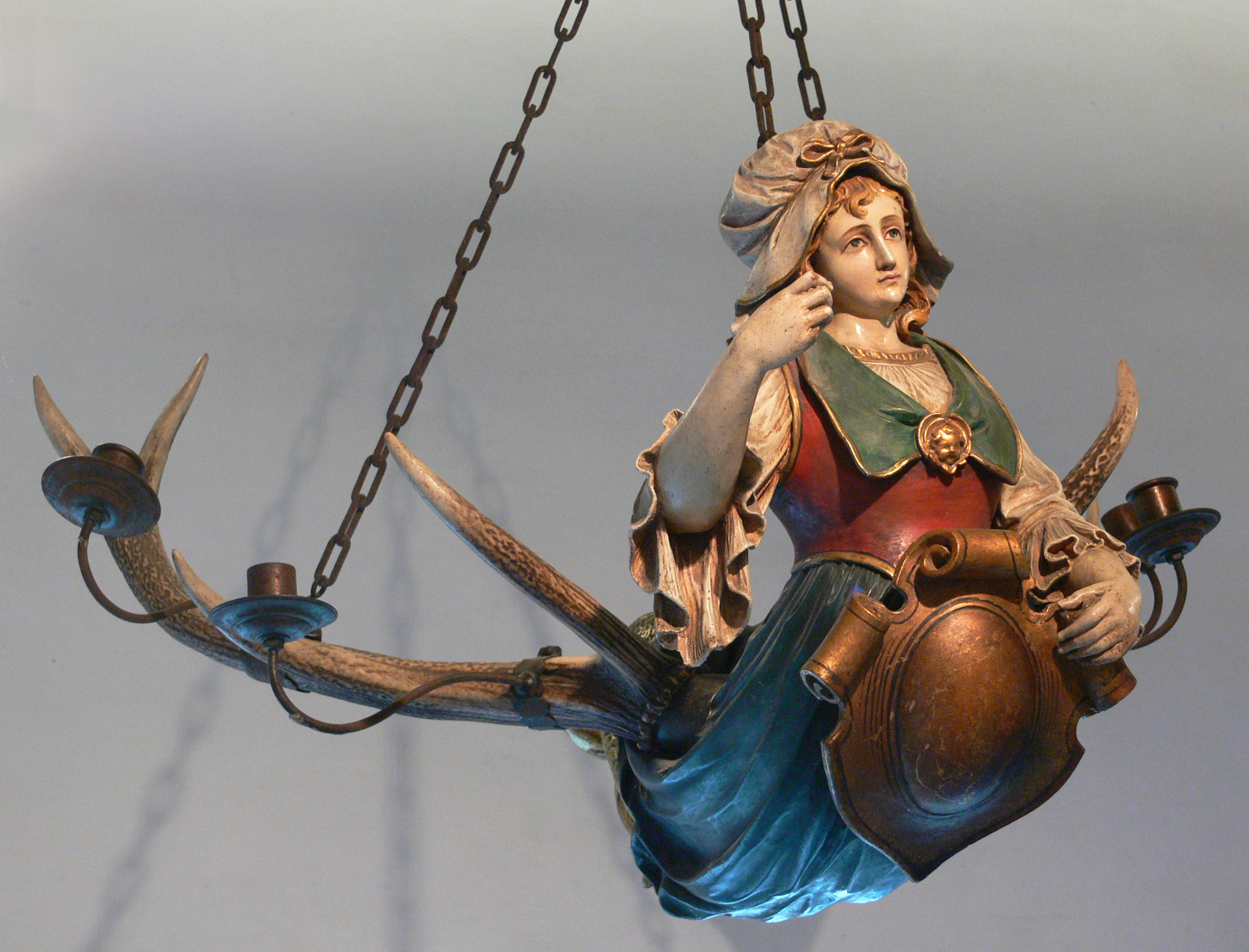
Lüsterweibchen, 19. Jahrhundert (Museum Humpis-Quartier, Ravensburg)

Ein Lüsterweibchen oder Leuchterweibchen ist ein Kronleuchter, für den waagrecht angeordnete Geweihstangen verwendet werden, an deren Basen eine weibliche Halbfigur sitzt. Der Begriff bezeichnet im engeren Sinn bloß die Figur, die als pars pro toto dem ganzen Geweihmöbel den Namen gegeben hat.
Dem Typus Lüsterweibchen entsprechende Wandleuchter sind bereits seit dem Ende des 14. Jahrhunderts nachweisbar; neben dem Geweih des Hirsches fanden auch das des Elches und die Hörner des Steinbocks Verwendung. Im 16. Jahrhundert (Spätgotik und Renaissance) verbreiteten sich vor allem im deutschen Raum dann Deckenleuchter und fanden besonders in Süddeutschland großen Anklang. Lüsterweibchen kamen nochmals während des Historismus in der zweiten Hälfte des 19. Jahrhunderts sehr in Mode, funktionierten dann aber zunehmend als Gas- oder elektrische Leuchten. In dieser Form, d. h. mit elektrischer Beleuchtung, werden sie auch heute noch im alten Stil hergestellt. Antike Lüsterweibchen sind im Kunsthandel begehrt und erzielen je nach Alter und Qualität hohe Preise.
Geweihe sind seit alters sehr beliebte Sammelgegenstände, denen neben ihrer dekorativen und repräsentativen Eignung oft auch apotropäische Kräfte zugeschrieben werden. Den profanen, aber mit mythologischer und allegorischer Bedeutung aufgeladenen Lüsterweibchen, die oft Fabelgestalten wie Sirenen zeigen, gingen Leuchter voran, die mit einer Heiligenfigur oder einer Madonna geschmückt wurden, die Muttergottesleuchter. Andere aus Holz geschnitzte Lüsterweibchen sind reich oder in Tracht gekleidete Frauen, bisweilen eine Lukrezia darstellend. Seltener sind männliche Varianten, die sogenannten Lüstermännchen, oder tierische Fabelwesen, die Drachenleuchter.
Die Kerzen trägt entweder die Figur oder aber sie sitzen an den Sprossen und Schaufeln der Geweihe, bei seit dem Ende des 19. Jahrhunderts hergestellten und für elektrische Beleuchtung bestimmten Lüsterweibchen hängen die Fassungen für Glühbirnen manchmal auch nach unten, gelegentlich sind zusätzlich noch Halterungen für Kerzen angebracht, so dass die Art der Beleuchtung ausgewählt werden kann. Die Leuchtkraft muss insgesamt nicht sehr stark sein, die Funktion ist dann eher die ursprüngliche der Repräsentation durch optischen Eindruck, nicht selten unterstützt durch das Anbringen von Wappenschilden des Besitzers.

## Bekannte Lüsterweibchen
Das älteste bekannte Lüsterweibchen entstand vor 1400. Es handelt sich um die von einem unbekannten Meister aus Eichenholz gefertigte Büste einer Frau, die einen Kruseler trägt und somit als verheiratete Frau gekennzeichnet ist. Die Büste ist im Stile der Familie Parler gefertigt. Sie schwebt frei im Raum. Das zwölfendige Geweih stammt von einem Rothirsch; fünf schmiedeeiserne Kerzenhalter sind daran angebracht. Der Leuchter wurde von Ghese Lambrachting aus Lemgo 1392 der dortigen Marienkirche zusammen mit dem Marienaltar gestiftet. Mit der Reformation wurde der Leuchter aus der Kirche entfernt und kam über die Zwischenstation Rathaus 1926 ins Heimatmuseum im Hexenbürgermeisterhaus, wo es nach Restaurierung und kunsthistorischer Forschung präsentiert wird. Das Besondere dieses Stückes ist, dass es nicht wie die späteren Leuchterweibchen für profane Räume bestimmt war, sondern im Zusammenhang mit einer Stiftung an einen Altar in einem Sakralraum belegt ist.

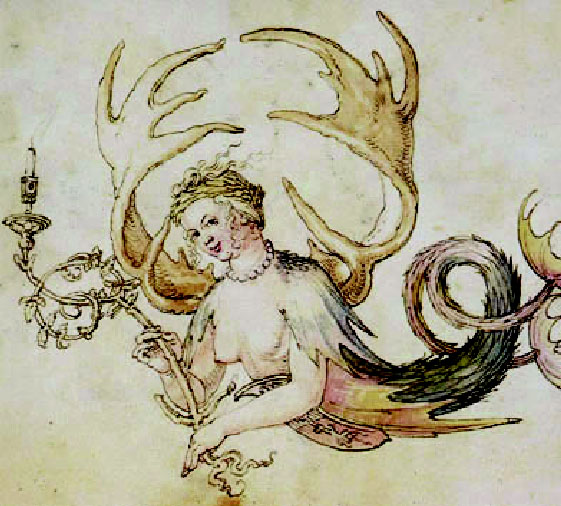
Albrecht Dürer: Das Lüsterweibchen, Tuschzeichnung, 1513

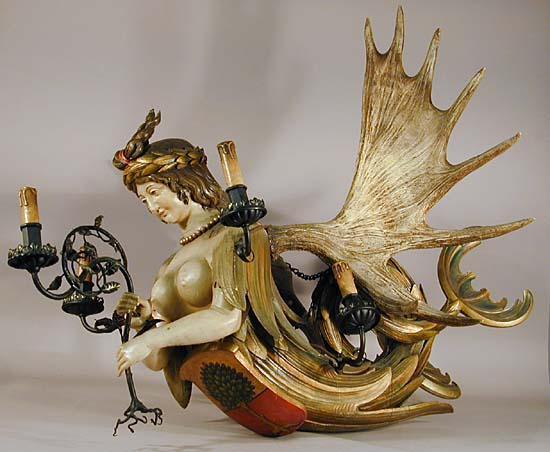
Lüsterweibchen nach Albrecht Dürer ca. 1900

Albrecht Dürer entwarf für seinen Freund Willibald Pirckheimer ein Lüsterweibchen, deren nixenähnliche barbusige Büste mit dem Geweih verwachsen scheint. Der Roman Das Leuchterweibchen. Eine Dürernovelle von Friedrich Alfred Schmid Noerr aus dem Jahr 1928 bezog seinen Titel darauf. Die Existenz des gemalten Leuchters ist nicht gesichert. Tatsächlich ließ Dürer mehrere Lüsterweibchenleuchter nach eigenen Zeichnungen fertigen.

## Ausstellungen
- 2011: Artefakt und Naturwunder – Das Leuchterweibchen der Sammlung Ludwig, Ausstellung in der Ludwig Galerie Schloss Oberhausen.